# Кобу (Горњи Пиринеји)
Кобу (фр. Caubous) насеље је и општина у јужној Француској у региону Миди Пирене, у департману Горњи Пиринеји која припада префектури Тарб.
По подацима из 2011. године у општини је живело 41 становника, а густина насељености је износила 10,88 становника/km². Општина се простире на површини од 3,77 km². Налази се на средњој надморској висини од 375 метара (максималној 466 m, а минималној 340 m).

## Демографија
| 1962. | 1968. | 1975. | 1982. | 1990. | 1999. | 2011. |
| ----- | ----- | ----- | ----- | ----- | ----- | ----- |
| 51    | 71    | 64    | 46    | 40    | 38    | 41    |

График промене броја становника у току последњих година